# 707
707 је била проста година.

## Догађаји
- Византијско-арапски ратови: Омајадска војска под Масламом ибн Абд ал-Маликом напада Малу Азију и опсади Тијану (Кападокију). Град-тврђава пружа отпор, одвлачећи опсаду кроз зиму и 708. годину.
- Муслимани-Арапи освајају Балеарска острва у Средоземном мору.
- 18. јул – Цар Монму умире после десетогодишње владавине. Наслеђује га његова тетка Генмеи, која постаје 43. царица Јапана. Она је сестра бивше царице Јито, и нећака и супруга покојног цара Тенмуа.
- 18. октобар – Папа Јован VII умире у Риму после 19-месечног епископства. Место риимског епископа остало је упражњено до избора папе Сисинија од стране егзарха Равене, почетком 708. године.